# Мертва Вісла
Мертва Вісла (пол. Martwa Wisła польська: [ˈmartfa ˈviswa], нім. Tote Weichsel) — річка в Поморському воєводстві Польщі, яка утворилася після зміни головного русла Вісли.
Отримала цю назву у 1840 році, коли води річки внаслідок затору льоду знайшли новий вихід до Гданської затоки. В результаті днопоглиблення Вісли, проведеного в 1890—1895 рр. з метою захистити Віслянські Жулави від повеней, було створено новий естуарій Вісли від Пшегаліни до Гданської затоки . Ділянка колишньої Вісли-Лінивки від Пшегаліни до півостріва Вестерплатте у Гданську отримала назву «Мертва Вісла». Назва офіційно затверджена в 1949 році .
З 1980-х років стародавнє русло Вісли біля Пшегаліни почали засипати попелом Гданської ТЕС «Wybrzeże», який транспортували на баржах. В результаті 40 гектарів колишнього русла були завалені відходами ТЕС . Проте Мертва Вісла й досі з'єднана з головним гирлом Вісли через шлюз у Пшегаліні (збудований у 1895 р.).
Згідно з постановою Ради міністрів Польщі від 2002 року про класифікацію внутрішніх водних шляхів, Мертва Вісла має судноплавний клас Vb та доступна для суден вантажопідйомністю до 4000 тонн і осадкою до 3 метрів.